# Jack Palance
Jack Palance, nascut Volodímir (o Walter) Palahniuk (en ucraïnès: Володимир Палагнюк, Volodímir Palahniuk (Lattimer Mines, 18 de febrer de 1919 − Montecito, 10 de novembre de 2006) va ser un actor estatunidenc d'origen ucraïnès.

## Biografia

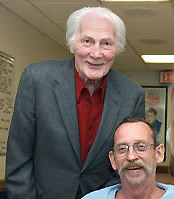
Jack Palance (a l'esquerra) visitant un hospital de veterans americans el 2005.

La seva cara amb trets angulosos i demacrats, refeta de resultes de ferides rebudes en la Segona Guerra Mundial, i tot el seu aspecte l'aïllen a papers de dolent en westerns o pel·lícules de gàngsters. Durant els anys 1960, actua en diversos films europeus, entre altres per a Jean-Luc Godard a Le Mépris el 1961.
La seva carrera és llançada per l'èxit inesperat de la pel·lícula Bagdad Cafè el 1987 en el qual es descobreix una altra faceta del seu talent. Un Oscar corona la seva carrera el 1990.
El 1956, Morris el posa en escena, en un paper d'assassí a sou, a l'àlbum de còmics: Lucky Luke i Phil Defer. La seva cara ha inspirat probablement el cap apatxe Patronimo a l'àlbum de Lucky Luke: Canyon Apache

## Filmografia
| - 1950: Lights Out (sèrie TV) - 1950: The Man Who Couldn't Remember (1950) - 1950: Panic in the Streets, d'Elia Kazan - 1950: Halls of Montezuma, de Lewis Milestone - 1951: The King in Yellow, de Franklin J. Schaffner - 1952: Curtain Call (sèrie TV) - 1952: Azaya - 1952: Sudden Fear, de David Miller - 1952: Studio One (sèrie TV) - 1952: Little Man, Big World, de Paul Nickell - 1952: The Gulf Playhouse (sèrie TV) - 1952: Necktie Party - 1953: Danger (sèrie TV) - 1953: The King in Yellow, de Franklin J. Schaffner Said the Spider to the Fly - 1953: The Web (sèrie TV) - 1953: The King in Yellow, de Franklin J. Schaffner The Last Chance (1953) - 1953: Arrels profundes, de George Stevens - 1953: Perseguida, de Rudolph Maté - 1953: Foguera d'odis (Arrowhead), de Charles Marquis Warren - 1953: Flight to Tangier, de Charles Marquis Warren - 1953: The Motorola Television Hour (sèrie TV) - 1953: The King in Yellow, de Franklin J. Schaffner Brandenburg Gate - 1953: Suspense, de Robert Stevens i Robert Mulligan (sèrie TV) - 1953: The King in Yellow, de Franklin J. Schaffner The Kiss-Off - 1953: L'Étrange Mr. Slade d'Hugo Fregonese - 1953: Man in the Attic - 1954: Sign of the Pagan, de Douglas Sirk - 1954: The Silver Chalice, de Victor Saville - 1955: Kiss of Fire, de Joseph M. Newman - 1955: El gran ganivet (The Big Knife), de Robert Aldrich - 1955: I Died a Thousand Times, de Stuart Heisler - 1956: Attack, de Robert Aldrich - 1956: Zane Grey Theater (sèrie TV) - 1956: The Lariat - 1957: The Lonely Man, de Henry Levin - 1957: Playhouse 90 (sèrie TV) - 1956: Requiem for a Heavyweight, de Ralph Nelson - 1957: The Last Tycoon, de John Frankenheimer - 1957: The Death of Manolete, de John Frankenheimer - 1957: House of Numbers, de Russell Rouse - 1958: Conflicte íntim (The Man Inside), de John Gilling - 1959: Aposta suïcida (Ten Seconds to Hell), de Robert Aldrich - 1959: Flor de mayo, de Roberto Gavaldón - 1960: Treno di Natale - 1960: Austerlitz, d'Abel Gance - 1960: The Barbarians, de Rudolph Maté - 1961: Frontier Justice (sèrie TV) - 1961: Lariat - 1961: I Mongolie, d'André De Toth i Leopoldo Savona - 1961: Il Giudizio universale, de Vittorio De Sica - 1962: Rosmunda e Alboino, de Carlo Campogalliani - 1961: Barabbas, de Richard Fleischer - 1962: La Guerra continua, de Leopoldo Savona - 1963: Il Criminale, de Marcello Baldi - 1963: Le Mépris, de Jean-Luc Godard - 1963: The Greatest Show on Earth, de Leslie H. Martinson (sèrie TV) - 1965: Once a Thief, de Ralph Nelson - 1965: Convoy (sèrie TV) - 1965: The Many Colors of Courage - 1966: Run for Your Life, de Roy Huggins (sèrie TV) - 1966: I Am the Late Diana Hays - 1966: The Professionals, de Richard Brooks - 1966: Alice Through the Looking Glass, d'Alan Handley (TV) - 1966: The Man from U.N.C.L.E. (sèrie TV) - 1966: The Concrete Overcoat Affair: Part 1, de Joseph Sargent - 1966: The Concrete Overcoat Affair: Part 2, de Joseph Sargent - 1967: Torture Garden, de Freddie Francis - 1967: Kill a Dragon, de Michael D. Moore - 1968: Il Mercenario, de Sergio Corbucci - 1968: The Strange Case of Dr. Jekyll and Mr. Hyde, de Charles Jarrott (TV) - 1968: Un Dollaro per 7 vigliacchi, de Giorgio Gentili - 1968: Las Vegas, 500 millones, d'Antonio Isasi-Isasmendi - 1969: L'Urlo dei giganti, de León Klimovsky - 1969: Marquis de Sade: Justine, de Jesús Franco | - 1969: The Desperados, de Henry Levin - 1969: Che!, de Richard Fleischer - 1969: La Legione dei dannati, d'Umberto Lenzi - 1970: The McMasters, d'Alf Kjellin - 1970: Monte Walsh, de William A. Fraker - 1970: Vamos a matar, compañeros, de Sergio Corbucci - 1971: NET Playhouse, de Marc Daniels (sèrie TV) - Trail of Tears, de Lane Slate (1971) - 1971: Els genets (The Horsemen), de John Frankenheimer - 1972: Te deum, d'Enzo G. Castellari - 1972: And So Ends, de Robert Young - 1972: Si può fare... amigo, de Maurizio Lucidi - 1972: Chato l'apatxe (Chato's Land), de Michael Winner - 1973: Craze, de Freddie Francis - 1973: Dracula, de Dan Curtis (TV) - 1973: Blu gang vissero per sempre felici e ammazzati, de Luigi Bazzoni - 1973: Oklahoma Crude, de Stanley Kramer - 1974: The Godchild, de John Badham (TV) - 1975: Africa Express, de Michele Lupo - 1975: Bronk, de Richard Donner (TV) - 1975: The Hatfields and the McCoys, de Clyde Ware (TV) - 1975: Il Richiamo del lupo, de Gianfranco Baldanello - 1975: L'Infermiera, de Nello Rossati - 1975: Bronk, de Carroll O'Connor (sèrie TV) - 1976: Sangue di sbirro, de Alfonso Brescia - 1976: Diamante Lobo, de Gianfranco Parolini - 1976: Safari Express, de Duccio Tessari - 1976: The Four Deuces, de William H. Bushnell - 1976: Squadra antiscippo, de Bruno Corbucci - 1976: Eva nera, de Joe D'Amato - 1976: I Padroni della città, de Fernando Di Leo - 1977: Portrait of a Hitman, d'Allan A. Buckhantz - 1977: Welcome to Blood City, de Peter Sasdy - 1978: The One Man Jury, de Charles Martin - 1979: Angels' Brigade, de Greydon Clark - 1979: The Shape of Things to Come, de George McCowan - 1979: Buck Rogers in the 25th Century, de Glen A. Larson (sèrie TV) - Planet of the Slave Girls, de Michael Caffey (1979) - 1979: Cocaïne Cowboys, d'Ulli Lommel - 1979: The Last Ride of the Dalton Gang, de Dan Curtis (TV) - 1980: Hawk the Slayer, de Terry Marcel - 1980: The Ivory Ape, de Shusei Kotani (TV) - 1980: The Golden Moment: An Olympic Love Story, de Richard C. Sarafian - 1980: Without Warning, de Greydon Clark - 1981: Evil Stalks This House, de Gordon Hessler (TV) - 1982: Alone in the Dark, de Jack Sholder - 1987: Out of Rosenheim, de Percy Adlon - 1988: Gor, de Fritz Kiersch - 1988: Arma jove (Young Guns), de Christopher Cain - 1989: Batman, de Tim Burton - 1989: Outlaw of Gor, de John 'Bud' Cardos - 1989: Tango i Cash (Tango & Cash), d'Andrei Konchalovsky - 1990: Catàstrofe solar (Solar Crisis), de Richard C. Sarafian i Alan Smithee - 1991: City Slickers, de Ron Underwood - 1992: Eli's Lesson, de Peter D. Marshall - 1992: Keep the Change, d'Andy Tennant (TV) - 1993: Cyborg 2, de Michael Schroeder - 1994: Cops and Robbersons, de Michael Ritchie - 1994: Twilight Zone: Rod Serling's Lost Classics, de Robert Markowitz - 1994: El tresor de Curly (City Slickers II: The Legend of Curly's Gold), de Paul Weiland - 1994: The Swan Princess, de Richard Rich - 1995: Buffalo Girls, de Rod Hardy (TV) - 1996: War Games, de Ken Pisani - 1997: Ebenezer, de Ken Jubenvill (TV) - 1997: I'll Be Home for Christmas, de Jerry London (TV) - 1998: The Incredible Adventures of Marco Polo, de George Erschbamer - 1999: L'illa del tresor (Treasure Island), de Peter Rowe - 1999: Sarah, Plain and Tall: Winter's End, de Glenn Jordan - 2001: Night Visions, de Dan Angel i Billy Brown (sèrie TV) - Bitter Harvest, de Philip Sgriccia (2001) - 2001: Prancer Returns, de Joshua Butler (vidéo) - 2002: Living with the Dead, de Stephen Gyllenhaal (TV) - 2004: Back When We Were Grownups, de Ron Underwood (TV) |

## Premis i nominacions

### Premis
- 1957. Emmy al millor actor per Playhouse 90
- 1991. Globus d'Or al millor actor secundari per City Slickers
- 1992. Oscar al millor actor secundari per City Slickers

### Nominacions
- 1953. Oscar al millor actor secundari per Sudden Fear
- 1954. Oscar al millor actor secundari per Arrels profundes